# Symphonie no 2 de Brahms
Pour les articles homonymes, voir Symphonie no 2.
La symphonie no 2 en ré majeur, op. 73, a été composée par Johannes Brahms durant l'été 1877 à Pörtschach am Wörthersee dans les Alpes autrichiennes, lieu qui l'inspira puisqu'il y écrivit également son Concerto pour violon. La courte durée de gestation contraste avec celle de la première symphonie qui avait duré plus de 20 ans.
Elle reste profondément classique dans sa structure : un deuxième mouvement lent, un court scherzo constituant le troisième. Elle est également plus légère et d'humeur plus joyeuse, autre différence marquante avec sa précédente symphonie, plus puissante et de tonalité plus sombre, bien que l'orchestration reste la même (seul le tuba remplace le contrebasson), et a été comparée avec la « Pastorale » de Beethoven.
Elle a été créée le 30 décembre 1877 à Vienne par Hans Richter.

## Orchestration
Elle est écrite pour orchestre symphonique.
| Instrumentation de la deuxième symphonie                                      |
| Cordes                                                                        |
| premiers violons, seconds violons, altos, violoncelles, contrebasses          |
| Bois                                                                          |
| 2 flûtes, 2 hautbois, 2 clarinettes en la, 2 bassons                          |
| Cuivres                                                                       |
| 4 cors dont 2 en ut et 2 en mi bémol, 2 trompettes en ut, 3 trombones, 1 tuba |
| Percussions                                                                   |
| 2 timbales                                                                    |

## Analyse
Cette symphonie se compose de quatre mouvements et, normalement, dure environ 45 minutes.
Toutefois la plupart des chefs d'orchestre ne font pas la reprise dans le premier mouvement, ce qui la ramène à environ 40 minutes.
1. Allegro non troppo - environ 15 min (20 min avec la reprise de l'exposition dans le 1er mouvement)
2. Adagio non troppo - environ 10 min
3. Allegretto grazioso (quasi andantino) - environ 5 min
4. Allegro con spirito - environ 10 min

### I. Allegro non troppo
Le premier mouvement est en forme-sonate et en 3/4. La tonalité est ré majeur. 
Excepté pour le deuxième thème, ce morceau est entièrement construit à partir de deux cellules, l'une constituée de trois notes, tonique, sensible, tonique, et l'autre étant une tierce ascendante, utilisée entre autres comme base du thème principal. 
Les violoncelles et contrebasses présentent un motif simple de trois notes. Les cors exposent le thème principal, auquel répondent les flûtes. Après un passage sombre aux airs de choral, une nouvelle mélodie apparait aux violons. Elle est basée sur le motif de départ et monte en puissance jusqu'à une déclamation tutti de celui-ci. Une transition mène au deuxième thème, à l'allure de berceuse, joué par les altos et violoncelles. Cette mélodie traverse l'orchestre, d'abord en fa-dièse mineur, puis en la majeur. Elle laisse place à un passage rythmique avant de revenir sous des légers dessins de flûte. L'exposition se termine paisiblement, sur deux passages différents, le premier menant à la reprise, le second au développement.
Le développement débute avec un rappel du thème principal, qui traverse plusieurs tonalités. Suit alors un passage en fugue basé sur un fragment de cette mélodie, plus exactement sur la réponse au thème principal. Cet épisode est interrompu par le motif de la première mesure, dans les cuivres et les bois d'abord, puis sous forme diminuée dans les cordes. La mélodie jouée par les violons dans l'exposition est transposée dans le mode mineur de plusieurs tonalités. Elle est entrecoupée des deux premières notes de l'appel de cor qui ouvre le mouvement. Ce motif gagne progressivement tout l'ensemble pour aboutir à un passage fortissimo impressionnant. La musique s'évanouit subitement et un diminuendo clôt le développement.
Le début de la récapitulation est très différent par rapport à l'exposition. Le thème principal et sa réponse sont joués simultanément et l'instrumentation est modifiée. Le deuxième thème est traité comme au début, avant de mener à une longue coda qui reprend certains motifs. Le mouvement se conclut sereinement.

### II. Adagio non troppo
Le deuxième mouvement est en 4/4 et adopte une forme-sonate modifiée. La tonalité est si majeur.
Deux thèmes sont présentés dans l'exposition avant d'être transformés dans un bref développement. La récapitulation ne contient que le premier thème, qui est repris dans la coda.

### III. Allegretto grazioso (quasi andantino)
Le troisième mouvement est un menuet en 3/4. La tonalité est sol majeur.
Le hautbois présente un thème simple et gracieux, accompagné d'arpèges en pizzicato dans les violoncelles. Un passage contrastant en 2/4, marqué Presto ma non assai, gagne tout l'orchestre (dont l'effectif, exclusivement dans ce morceau, ne comprend ni les trompettes, ni les trombones, ni les timbales, et trois cors au lieu de quatre). On retrouve le tempo de départ, de nouveau interrompu par une variation Presto en 3/8. Le tempo initial réapparait pour la conclusion paisible.

### IV. Allegro con spirito
Le quatrième et dernier mouvement est aussi en forme-sonate et en ré majeur.
L'exposition ouvre avec les cordes jouant mystérieusement sotto voce. Le thème principal apparait de façon explosive dans tout l'orchestre. Une deuxième idée en la majeur est marquée largamente. Elle est développée par les bois.
Le développement présente d'abord le premier thème. Une partie centrale tranquillo permet de ralentir le mouvement et de préparer la montée en énergie de la récapitulation.
Le premier thème est entendu comme précédemment, suivi de la deuxième idée transposée à la tonique. La coda reprend la section calme du développement, puis le deuxième thème qui est recouvert par une fanfare de cuivres. La symphonie se termine dans une atmosphère triomphale.

## Repères discographiques
En gras, les versions avec la reprise : 
- Wilhelm Furtwängler, concert avec l'Orchestre philharmonique de Vienne, 1945 (DG, Archipel, Grammofono 2000, Music and Arts)
- Charles Munch, avec l'Orchestre symphonique de Boston, 1955 (RCA, BMG)
- Bruno Walter, avec l'Orchestre Symphonique de la Columbia, 1960 (CBS, Sony classical)
- Kurt Sanderling, avec l'Orchestre de la Staatskapelle de Dresde, 1972 (RCA)
- Sergiu Celibidache, concert avec l'Orchestre Symphonique de la Radio de Stuttgart, 1975 (DG)
- Herbert von Karajan, plusieurs enregistrements avec l'Orchestre philharmonique de Berlin, 1963, 1978 et 1988 (DG)
- Bernard Haitink, avec l'Orchestre symphonique de Boston, 1993 (Philips)
- Bernard Haitink, concert avec l'Orchestre symphonique de Londres, 2003 (LSO Live)[3]
- Valery Gergiev, concert avec l'Orchestre symphonique de Londres, 2013 (LSO Live)[3]